# انریکو مورلو
انریکو مورلو (انگلیسی: Enrico Morello؛ زادهٔ ۱۱ ژانویهٔ ۱۹۷۷) بازیکن فوتبال اهل ایتالیا است.
از باشگاه‌هایی که در آن بازی کرده‌است می‌توان به باشگاه فوتبال مسینا، باشگاه فوتبال پارما، باشگاه فوتبال ارورا پرو پاتریا ۱۹۱۹، باشگاه فوتبال پیستویزه، باشگاه فوتبال رجانا، و باشگاه فوتبال اسپال اشاره کرد.
وی همچنین در تیم ملی فوتبال زیر ۱۷ سال ایتالیا بازی کرده‌است.